# Kamienne Księgi

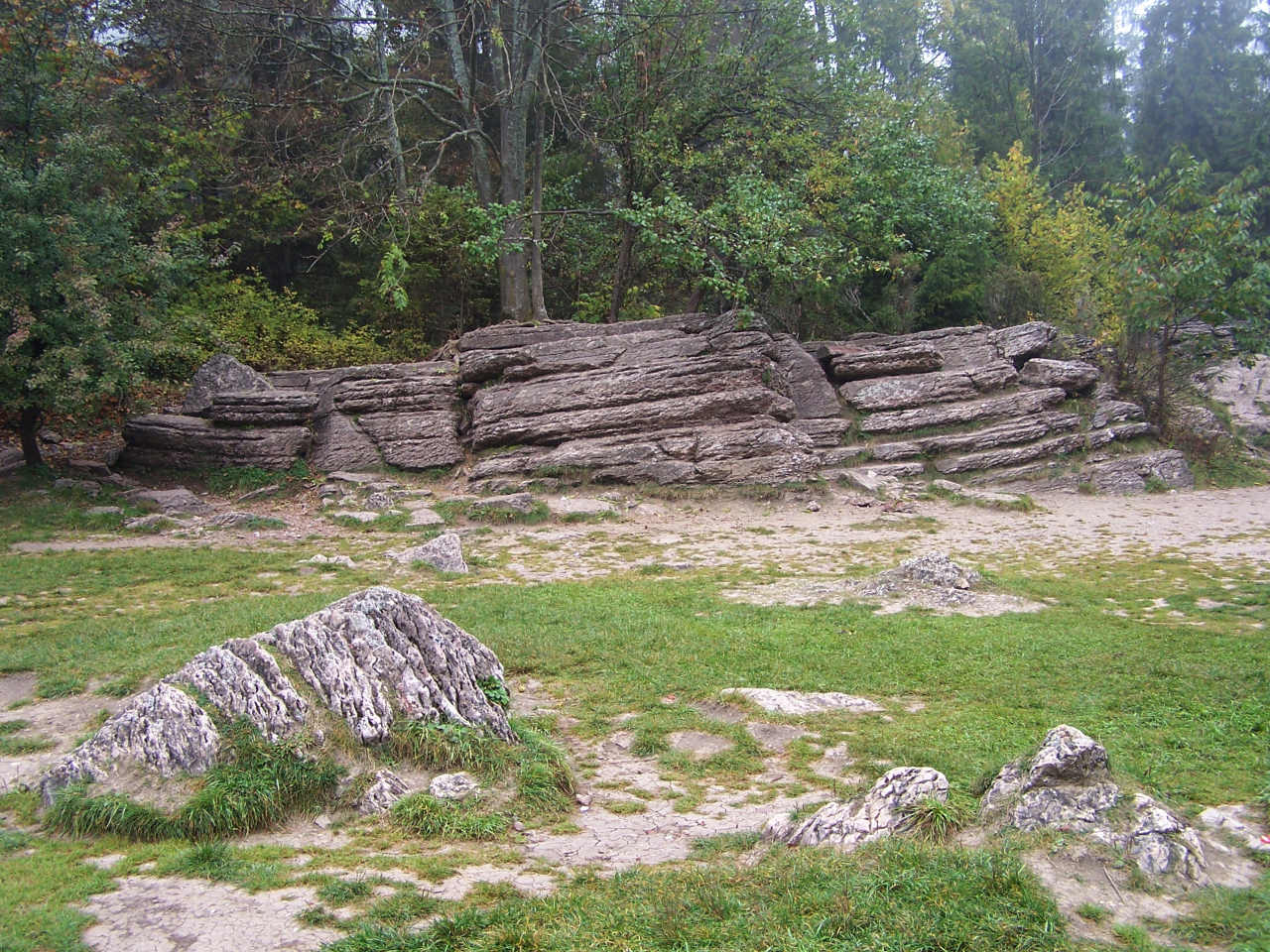

Kamienne Księgi – wapienne skały na Dubantowskiej Polanie powyżej Wąwozu Homole w Małych Pieninach. Jest to poziomo uławicowany pas niskich skałek znajdujących się na północnym obrzeżu Dubantowskiej Polany, tuż nad górną krawędzią Wąwozu Homole. Zwykle wypoczywają na nim turyści po przejściu wąwozu Homole.
Kamienne Księgi znajdują się w obrębie rezerwatu przyrody Wąwóz Homole. Wapienie, z których są zbudowane należą do sukcesji czorsztyńskiej. Powstały na pograniczu jury dolnej i środkowej. Są to szare lub szarobrunatne, plamiste margle i margliste wapienie. Powstały na grzbiecie czorsztyńskim, który był najpłytszą częścią centralnej Tetydy Alpejskiej. Rośnie na nich spora kępa pszonaku pienińskiego, który w Pieninach występuje tylko na 4 stanowiskach. Roślina ta podlega ochronie ścisłej, chroniona jest także konwencją berneńską. Niestety, ze względu na dużą presję turystyczną kępa na Kamiennych Księgach narażona jest na zniszczenie, jest też zbyt zacieniona.
Z Kamiennymi Księgami związana jest legenda, znana wśród Łemków dawniej zamieszkujących te tereny. Według opowiadań najstarszych wśród łemkowskiej ludności Jaworek, w księgach tych zapisane są wszystkie losy ludzkie. Jest to zaszyfrowane pismo, którego nikt dotąd nie dał rady odczytać. Udało się to jedynie pewnemu staremu popowi z Wielkiego Lipnika na Słowacji, ale Pan Bóg nie chcąc, by ludzie poznali koleje swojego przyszłego życia, odebrał mu mowę.
Kamienne Księgi należały do nieistniejącej już wsi Biała Woda, obecnie znajdują się w granicach wsi Jaworki w województwie małopolskim, w powiecie nowotarskim, w gminie Szczawnica.

## Szlaki turystyczne
Obok Kamiennych Ksiąg prowadzi szlak turystyki pieszej
 Jaworki – Wąwóz Homole – Dubantowska Polana – Jemeriska – Za Potok – Polana pod Wysoką – Wysokie Skałki. Czas przejścia 1 h 45 min, z powrotem 1 h 15 min.